# Watchity
Watchity es una plataforma de video engagement que impulsa la comunicación audiovisual de las empresas, organizaciones y entidades públicas. Es una solución integral con todo lo necesario para que los eventos y contenidos audiovisuales generen mejores resultados.
En el entorno digital actual, sobrecargado de información, es fácil que la comunicación no sea del todo eficaz y eficiente. Watchity apuesta por la estrategia del video engagement para hacer frente a esta situación, ya que permite generar contenidos más relevantes, una mayor atención e implicación de la audiencia, un conocimiento detallado del rendimiento de los eventos/ contenidos y, en definitiva, mejores resultados en la comunicación.
La suite completa de Watchity permite gestionar webinars y eventos interactivos de principio a fin (inscripciones, mensajes de correo electrónico automatizados, recordatorios, etc.), producir y emitir los eventos/contenidos en las redes sociales, y gestionar un portal propio de vídeo corporativo en el que se almacenan todos los archivos.
Los casos de uso más frecuentes de los usuarios de esta plataforma son para la comunicación interna, la comunicación externa, el marketing, la formación y la comunicación institucional.
Ha dado servicio a empresas como el Banco Sabadell, FC Barcelona, Honda Motor Iberia, MediaMarkt, 080 Barcelona y a organismos públicos como el Parlamento de Cataluña y el Gobierno de la Generalitat.

## Noticias destacadas
En febrero de 2018, parte del equipo de Watchity participó en la feria 4YFN, celebrada en el marco del Mobile World Congress para presentar su innovadora plataforma de producción ágil de vídeo.
En marzo de 2018, Watchity firma un convenio para colaborar en el proyecto "Journalism Innovation HUB" de RTVE, que nace con el objetivo de estudiar la transformación digital de los informativos.
En junio de 2021, Watchity cerró una ronda de 500.000€ junto a Wayra, Enisa y K-LAGAN.
En julio de 2023, Watchity fue finalista en los premios de innovación de Streaming Media.